# Catalina Castaño
Catalina Castaño (født 7. juli 1979 i Pereira, Colombia) er en kvindelig professionel tennisspiller fra Colombia. 
Catalina Castaño højeste rangering på WTA single rangliste var som nummer 35, hvilket hun opnåede 10. juli 2006. I double er den bedste placering nummer 82, hvilket blev opnået 7. juli 2008. 